# Lijst van beschermd erfgoed in de gemeente Helperknapp
In deze lijst van beschermd erfgoed in de gemeente Helperknapp zijn alle geclassificeerde nationale monumenten van de Luxemburgse gemeente Helperknapp opgenomen.

## Monumenten per plaats

### Ansembourg
| Object | Bouwjaar/architect | Locatie                                                                                             | Datum beschermd?     | Coördinaten | Afbeelding |
| --- | ------------------ | --------------------------------------------------------------------------------------------------- | -------------------- | ----------- | ---------- |
| De oude Burcht Ansembourg                                                                                  |                    | | 29 januari 2010 (MN) |             |            |
| Het Château d'Ansembourg                                                                                   |                    | | 18 maart 1988 (MN)   |             |            |
| Het oude pachtershuis                                                                                      |                    | bij het Château d’Ansembourg                                                                        | 1 juli 1988 (MN)     |             |            |
| Ensemble van gebouwen met de kapel, de monumentale trap erheen, de oude school met het huis van de vicaris |                    | Ansembourg                                                                                          | 22 juni 2000 (MN)    |             |            |
| Een bruggetje over de rivier de Eisch                                                                      |                    | op een plaats genaamd «Weschpesch»                                                                  | 22 juni 2000 (MN)    |             |            |
| Oude smederij van Ansembourg                                                                               |                    | | 18 juni 1998 (IS)    |             |            |
| Laan met haagbeuken groeiende in het park van kasteel Ansembourg                                           |                    | | 29 maart 1974 (IS)   |             |            |
| Gebouw |                    | | 30 april 2010 (MN)   |             |            |
| Percelen met bos, tuin, weide                                                                              |                    | | 18 juni 1998 (IS)    |             |            |
| Laan van lindebomen en kastanjebomen                                                                       |                    | gelegen op een plek genaamd «Unter der Hoehl» aan de kant van de weg route de Septfontaines (CR105) | 1 juli 1988 (MN)     |             |            |

### Boevange-sur-Attert
| Object                                        | Bouwjaar/architect | Locatie     | Datum beschermd?     | Coördinaten | Afbeelding |
| --------------------------------------------- | ------------------ | ----------- | -------------------- | ----------- | ---------- |
| Site van Helperknapp met de kapel en monument |                    | Helperknapp | 20 januari 1939 (MN) |             |            |

### Marienthal
| Object                                                                                                  | Bouwjaar/architect | Locatie               | Datum beschermd?       | Coördinaten | Afbeelding |
| --- | ------------------ | --------------------- | ---------------------- | ----------- | ---------- |
| Site van Marienthal. Deze bescherming geldt voor de gebouwen die behoren tot het landgoed van de staat. |                    |                       | 13 september 2002 (MN) |             |            |
| Kapel                                                                                                   |                    | op een plaats genaamd | 15 juni 2007 (MN)      |             |            |

### Tuntange
| Object                                                  | Bouwjaar/architect | Locatie             | Datum beschermd?      | Coördinaten                 | Afbeelding |
| ------------------------------------------------------- | ------------------ | ------------------- | --------------------- | --------------------------- | ---------- |
| Kerk Sts-Pierre-et-Paul van Tuntange met alle meubilair |                    |                     | 29 mei 2009 (MN)      | 49° 43' 4" NB, 6° 0' 34" OL |            |
| Gebouwen                                                |                    | rue de Hollenfels 2 | 29 januari 2010 (MN)  |                             |            |
| Gebouwen                                                |                    | rue de Brouch 9     | 26 februari 2010 (MN) |                             |            |
| Gebouwen                                                |                    | rue de l'Eglise 1   | 2 juli 2009 (IS)      |                             |            |
| Gebouwen                                                |                    | rue de l'Eglise 2   | 2 juli 2009 (IS)      |                             |            |

## Bron
- Liste des immeubles et objets classés monuments nationaux ou inscrits à l'inventaire supplémentaire